# 桃園慈護宮
24°59′20″N 121°18′24″E / 24.988811°N 121.306657°E
桃園慈護宮，是位於臺灣桃園市桃園區南門里的媽祖廟，前身為宜蘭五結的媽祖廟，乃北桃園的媽祖信仰中心，其媽祖稱為「桃園媽」。又稱「南門仔廟」或「南門仔媽祖廟」。

## 沿革
此廟前身位於今五結鄉的媽祖廟，由游姓先民建立，在咸豐七年（1857年）因天災毀損廟，游良坤將媽祖神像及印信輾轉移墾至金瓜石、貢寮、瑞芳等地，至光緒五年（1879年），安奉於桃澗堡程姓祖厝，信眾遍及桃澗堡埔仔、中路、八塊厝、龜山（龜崙口）、蘆竹厝、小大湳等地。
日治時代，明治30年（1897年），姚國興、林國濱在桃園街中路1796番地集結信眾發起集資建廟，廟名沿襲。廟地屬於徐姓家族所有，在今日的廣明陸橋前。
1969年，因配合政府都市計畫，廟宇及廟埕用地部分開闢為陸橋與道路之用，1972年今現址復興路275號興工建廟，至1975年落成安座。屬於南門里。管委會後以新台幣1600萬元向徐姓家族購置舊廟近百坪土地，在2006年1月拆除舊廟。
月老殿在2010年5月6日啟用。

## 祭祀

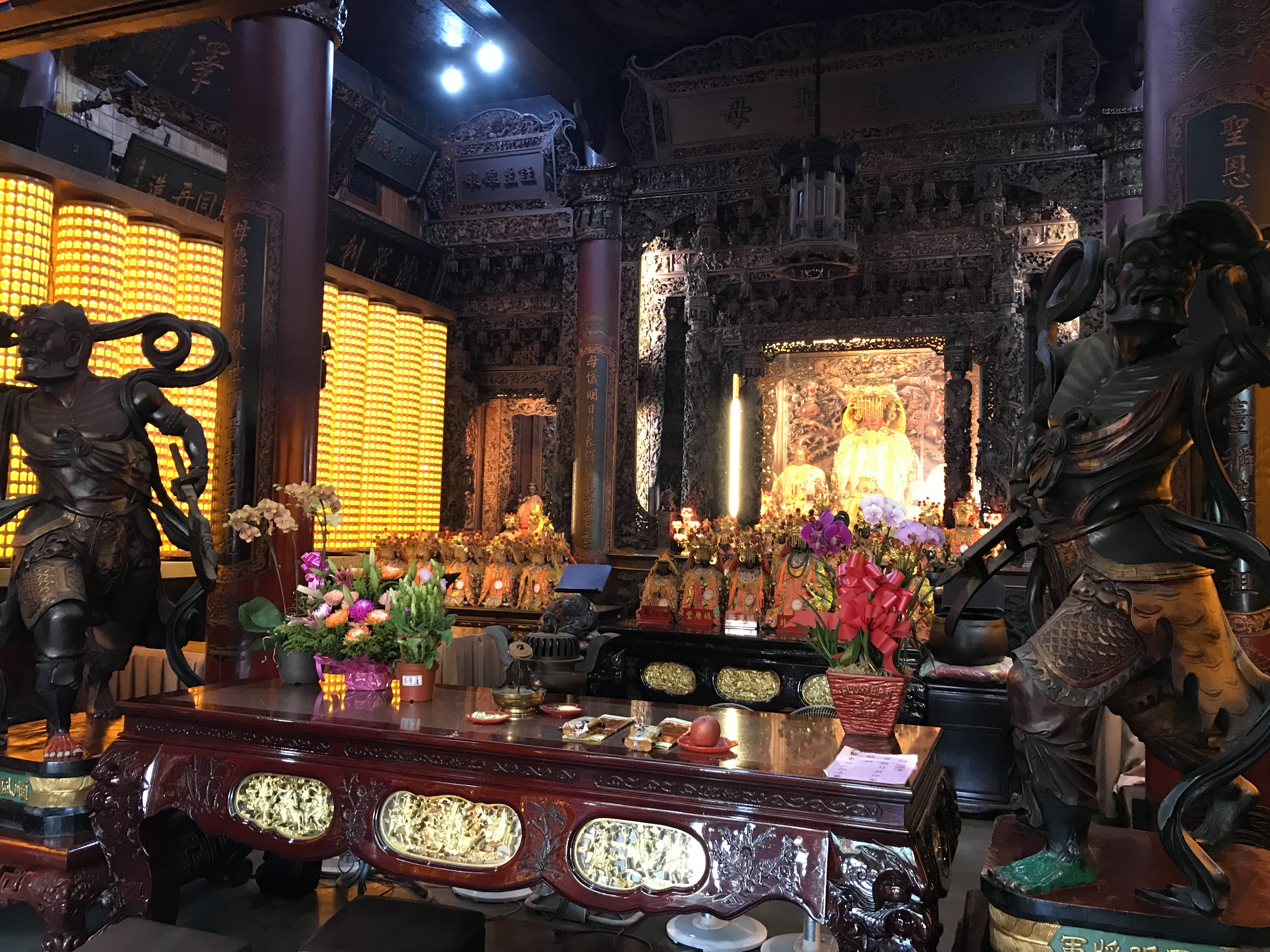
殿內

此廟為北桃園的媽祖信仰中心，其媽祖稱為「桃園媽」。在媽祖聖誕會遶境蘆竹、龜山和八德外境、桃園區。陪祀觀世音菩薩、註生娘娘、文昌帝君、月老神君、道姥元君、地藏王菩薩、武財神、六十甲子太歲星君、福德正神等。廟附近有不少特種營業場所，廟方說有酒店小姐可能想獲得好歸宿，在給月老的祈願卡上寫著要趕走他人的妻子。
中路的爐主，在農曆正月初五會依日治時期就有的習俗，邀此廟、桃園景福宮、蓮華寺等桃園地區七大廟宇的神明，至中路派出所旁的集會所看戲。當日會以媽祖為主位，其他神明在側。下午平安戲、相關祈福法會結束後，爐主就會送神明回去。
因與苑裡慈護宮、金包里慈護宮同名，三廟締結為姊妹廟。像是1986年桃園慈護宮舉行丙寅年五朝護國祈安大法會，遊行至竹圍海水浴場，有金包里慈護宮信徒數百人參與，以桃園縣長徐鴻志擔任領隊。次年，桃園地區媽祖信徒，為紀念媽祖成道一千年，由桃園慈護宮和中壢仁海宮共同主辦遊行，分別負責北桃園與南桃園。
1988年4月30日（農曆三月十五）起到5月6日（三月廿一），慈護宮建醮，在慈護宮廟前、陽明社區空地，桃園高中女生部後側、市立棒球場及大湳，各搭建一座醮壇，全桃園市齋戒，並須禁屠、禁曝（露天曝晒內褲）、禁用（用苧麻捆縛六畜、用喪家用過布類縫成的粿袋）。